# Dario de Facendis
Dario de Facendis, né en 1955 en Italie, est un poète et professeur québécois.

## Biographie
Né en 1955 en Italie, Dario de Facendis est établi au Québec depuis trente ans.
Dario de Facendis est professeur au département de sociologique de l'Université du Québec à Montréal. Il détient une thèse de doctorat portant sur La citoyenneté chez les Grecs. Il enseigne également la philosophie au Collège Édouard-Montpetit,.
En 1982, il organise un colloque sur Pasolini avec André Beaudet,,.
En plus de signer des textes dans plusieurs revues de poésie, il publie plusieurs titres aux Éditions du Noroît, soit Christ au calvaire (2010), M. - de la terreur (2012), La nuit et les enfants de la nuit (2014) ainsi que Fragments post-socratiques (2018).

## Œuvres

### Poésie
- Christ au calvaire, avec trois photographies de Lynda Gauthier, Montréal, Éditions du Noroît, 2010, 43 p. (ISBN 978-2-89018-682-8)
- M. - de la terreur, avec des photographies de Lynda Gauthier, Montréal, Éditions du Noroît, 2012, 51 p. (ISBN 978-2-89018-748-1)
- La nuit et les enfants de la nuit, avec des photographies de Lynda Gauthier, Montréal, Éditions du Noroît, 2014, 83 p. (ISBN 9782890188914)
- Fragments post-socratiques, avec des photographies de Lynda Gauthier, Montréal, Éditions du Noroît, 2018, 106 p. (ISBN 9782897661328)